# Kaliganj (Jhenaidah)
Kaliganj (en bengali : কালীগঞ্জ) est une upazila du Bangladesh dans le district de Jhenaidah. En 1991, on y dénombrait 219 126 habitants.